# OGLE-TR-10b
OGLE-TR-10b és un planeta extrasolar que orbita l'estrella d'OGLE-TR-10.
El planeta va ser detectat per primera vegada per l'enquesta Optical Gravitational Lensing Experiment (OGLE) del 2002. La llum de trànsit s'assembla a la d'HD 209458 b, el primer planeta extrasolar en transició. Tot i això, la massa de l'objecte s'havia de mesurar pel mètode de la velocitat radial, perquè altres objectes com les nanes vermelles i les nanes marrons poden imitar el trànsit planetari. A finals del 2004, OGLE va ser confirmat com el cinquè descobriment planetari.
El planeta és un "Júpiter ardent" típic, un planeta amb la meitat de massa que el de Júpiter i la distància orbital només 1 / 24a de la Terra del Sol. Una revolució al voltant de l'estrella triguen una mica més de tres dies a completar-se. El planeta és lleugerament més gran que Júpiter, probablement a causa de la calor de l'estrella.
L'OGLE-TR-10 va ser identificat com un candidat prometedor per l'equip OGLE durant la seva campanya del 2001 en tres camps cap al Centre Galàctic. La possible naturalesa planetària del seu company es va basar en un seguiment espectroscòpic. Es va confirmar el 2004 una semi-amplitud de velocitat radial provisional (de Keck-I / HIRES) de 100 ± 43 m / s, i una massa per al planeta putatiu de 0,7 ± 0,3 MJup es va confirmar el 2004 amb les velocitats radials UVES / FLAMES. Tanmateix, no es podia descartar la possibilitat d'una barreja.
Un escenari de combinació com a explicació alternativa a partir d'una anàlisi que combina totes les mesures de velocitat radial disponibles amb la corba de llum OGLE. OGLE-TR-10b té una massa de 0,57 ± 0,12 MJup i un radi de 1,24 ± 0,09 RJup. Aquests paràmetres tenen una gran semblança amb els del primer planeta extrasolar transitori conegut, HD 209458 b.
Tingueu en compte que els planetes amb períodes més llargs a la classe de Júpiter calent tenen masses petites (~ 0,7 MJup), mentre que tots els planetes de curt període (és a dir, Júpits molt calents) tenen masses aproximadament el doble de grans. Aquesta tendència pot estar relacionada amb la supervivència dels planetes en proximitat a les seves estrelles pares.